# Mario Bava
Mario Bava, född 31 juli 1914 i Sanremo, Ligurien, död 25 april 1980 i Rom av en hjärtattack, var en italiensk filmregissör, fotograf och filmproducent. Han är far till regissören Lamberto Bava.
Mest känd för att ha startat Giallo-genren med filmerna La Ragazza che sapeva troppo (The Girl Who Knew Too Much, 1963) och Sei donne per l'assassino (Blod och svarta spetsar, 1964). Hans filmer har influerat bland andra Dario Argento, Quentin Tarantino, Martin Scorsese, Tim Burton och Federico Fellini.
Hans proto-slasher Ecologia del delitto (A Bay of Blood) från 1971 var också den mall varifrån den amerikanska slashervågen hämtade sin form, speciellt tydligt är det i Fredagen den 13:e-filmerna där man till och med återskapat mordscener från Bavas film.
Rockbandet Black Sabbath tog namnet från den amerikanska titeln på Bavas film I tre volti della paura från 1963.
Tim Lucas, redaktören på Video Watchdog och en av världens ledande auktoriteter på ämnet, har skrivit en omfattande biografi med titeln Mario Bava - All the colors of the dark (1128 sidor). Boken har förord av Bava-beundraren Martin Scorsese.

## Filmografi
- Venus of Ille (1979)
- Shock (1977)
- Cani arrabbiati (1974, släppt först efter Bavas död)
- The house of exorcism (1973)
- Four times that night (1972)
- Baron Blood (1972)
- Bay of Blood, A (1971)
- Roy Colt and Winchester Jack (1970)
- Hatchet for the Honeymoon (1970)
- Five Dolls for an August Moon (1970)
- Adventures of Ulysses, The (1968)
- Danger: Diabolik (1968)
- Dr. Goldfoot and the Girl Bombs (1966)
- Kill, Baby... Kill! (1966)
- Knives of the Avenger (1966)
- Ringo from Nebraska (1966)
- Planet of the Vampires (1965)
- Road to Fort Alamo, The (1964)
- Blod och svarta spetsar (1964)
- Whip and the Body, The (1963)
- Black Sabbath (1963)
- Girl Who Knew Too Much, The (1963)
- Erik the Conqueror (1961)
- Hercules in the Haunted World (1961)
- Wonders of Aladdin, The (1961)
- Last of the Vikings, The (1961)
- Esther and the King (1960)
- Djävulsmasken (1960)
- Giant of Marathon (1959)
- Caltiki the Undying Monster (1959)
- Lust of the Vampire (1956)
- Ulysses (1955)
- Variazioni sinfoniche (1949)
- Anfiteatro Flavio (1947)
- Legenda Sinfonica (1947)
- Santa notte (1947)
- Orecchio, L' (1946)